# Wiluna
Wiluna est une ville australienne, située dans l'État d'Australie-Occidentale.

## Personnalités liées à la commune
- Michael Jeffery (1937-2020), gouverneur général d'Australie de 2003 à 2008.